# ليونارد هاس
ليونارد هاس (بالإنجليزية: Leonard Haas)‏ هو أكاديمي أمريكي، ولد في 17 فبراير 1915 في يو كلير في الولايات المتحدة، وتوفي في 14 مارس 1998.